# ميدفورد (نيويورك)
ميدفورد (بالإنجليزية: Medford)‏ هي قرية غير مضمنة في ولاية نيويورك الأمريكية.
يبلغ عدد سكانها حسب تعداد سنة 2000: 21,985 نسمة. ويبلغ عددهم حسب تقدير 2007 حوالي:22,400 نسمة.

## التركيبة السكانية
حدّد مكتب تعداد الولايات المتحدة بيانات التركيبة السكانية لميدفورد في تعداد الولايات المتحدة. في ما يلي، التركيبة السكانية حسب تعدادي 2000 و2010.

### تعداد عام 2000
بلغ عدد سكان ميدفورد 21,985 نسمة بحسب تعداد عام 2000، وبلغ عدد الأسر 6,791 أسرة وعدد العائلات 5,627 عائلة مقيمة في المنطقة السكنية. في حين سجلت الكثافة السكانية 785.2 نسمة لكل كيلومتر مربع (2,033.7/ميل2). وبلغ عدد الوحدات السكنية 6,939 وحدة بمتوسط كثافة قدره 247.8 لكل كيلومتر مربع (641.8/ميل2).
وتوزع التركيب العرقي للمنطقة السكنية بنسبة 89.18% من البيض و3.98% من الأمريكيين الأفارقة و0.25% من الأمريكيين الأصليين و1.38% من الأمريكيين ذوي الأصول الآسيوية و0.02% من سكان جزر المحيط الهادئ و3.11% من الأعراق الأخرى و2.07% من عرقين مختلطين أو أكثر و10.79% من الهسبانيون أو اللاتينيون من أي عرق.
بلغ عدد الأسر 6,791 أسرة كانت نسبة 46.4% منها لديها أطفال تحت سن الثامنة عشر تعيش معهم، وبلغت نسبة الأزواج القاطنين مع بعضهم البعض 68.2% من أصل المجموع الكلي للأسر، ونسبة 10.7% من الأسر كان لديها معيلات من الإناث دون وجود شريك، بينما كانت نسبة 4% من الأسر لديها معيلون من الذكور دون وجود شريكة وكانت نسبة 17.1% من غير العائلات. تألفت نسبة 13.2% من أصل جميع الأسر من عدة أفراد يعيشون في نفس المنزل ونسبة 5.2% كانت تتألف من شخص يعيش بمفرده يبلغ من العمر 65 عاماً أو أكثر. وبلغ متوسط حجم الأسرة المعيشية 3.23، أما متوسط حجم العائلات فبلغ 3.52.
بلغ العمر الوسطي للسكان 34.9 عاماً. وكانت نسبة 27.7% من القاطنين تحت سن الثامنة عشر، وكانت نسبة 8.9% بين الثامنة عشر والرابعة والعشرين عاماً، ونسبة 30.7% كانت واقعةً في الفئة العمرية ما بين الخامسة والعشرين والرابعة والأربعين عاماً، ونسبة 24.6% كانت ما بين الخامسة والأربعين والرابعة والستين، ونسبة 7.8% كانت ضمن فئة الخامسة والستين عاماً فما فوق. يوجد لكل 100 أنثى 96.7 ذكر، ويوجد لكل 100 أنثى في الثامنة عشر من عمرها فما فوق 94.5 ذكر.
بلغ متوسط دخل الأسرة في المنطقة السكنية 67,153 دولارًا، أما متوسط دخل العائلة فبلغ 70,493 دولارًا. وكان متوسط دخل الذكور 46,485 دولارًا مقابل 30,427 دولارًا للإناث. وسجل دخل الفرد الخاص بالمنطقة السكنية 22,579 دولارًا. وكانت نسبة 1.5% من العائلات ونسبة 3.3% من السكان تحت خط الفقر، وكان من هؤلاء نسبة 4% تحت سن الثامنة عشر ونسبة 4.4% في الخامسة والستين من العمر وما فوق.

### تعداد عام 2010
بلغ عدد سكان ميدفورد 24,142 نسمة بحسب تعداد عام 2010، وبلغ عدد الأسر 7,821 أسرة وعدد العائلات 5,974 عائلة مقيمة في المنطقة السكنية. في حين سجلت الكثافة السكانية 862.2 نسمة لكل كيلومتر مربع (2,233.1/ميل2). وبلغ عدد الوحدات السكنية 8,171 وحدة بمتوسط كثافة قدره 291.8 لكل كيلومتر مربع (755.8/ميل2).
وتوزع التركيب العرقي للمنطقة السكنية بنسبة 83.29% من البيض و6.04% من الأمريكيين الأفارقة و0.38% من الأمريكيين الأصليين و2.60% من الأمريكيين ذوي الأصول الآسيوية و0.02% من سكان جزر المحيط الهادئ و5.19% من الأعراق الأخرى و2.49% من عرقين مختلطين أو أكثر و17.84% من الهسبانيون أو اللاتينيون من أي عرق.
بلغ عدد الأسر 7,821 أسرة كانت نسبة 39.2% منها لديها أطفال تحت سن الثامنة عشر تعيش معهم، وبلغت نسبة الأزواج القاطنين مع بعضهم البعض 59.9% من أصل المجموع الكلي للأسر، ونسبة 10.9% من الأسر كان لديها معيلات من الإناث دون وجود شريك، بينما كانت نسبة 5.6% من الأسر لديها معيلون من الذكور دون وجود شريكة وكانت نسبة 23.6% من غير العائلات. تألفت نسبة 18.5% من أصل جميع الأسر من عدة أفراد يعيشون في نفس المنزل ونسبة 7.4% كانت تتألف من شخص يعيش بمفرده يبلغ من العمر 65 عاماً أو أكثر. وبلغ متوسط حجم الأسرة المعيشية 3.04، أما متوسط حجم العائلات فبلغ 3.42.
بلغ العمر الوسطي للسكان 38.7 عاماً. وكانت نسبة 23.7% من القاطنين تحت سن الثامنة عشر، وكانت نسبة 9% بين الثامنة عشر والرابعة والعشرين عاماً، ونسبة 27.2% كانت واقعةً في الفئة العمرية ما بين الخامسة والعشرين والرابعة والأربعين عاماً، ونسبة 28.4% كانت ما بين الخامسة والأربعين والرابعة والستين، ونسبة 11.7% كانت ضمن فئة الخامسة والستين عاماً فما فوق. وتوزع التركيب الجنسي للسكان بنسبة 49.1% ذكور و50.9% إناث.

## أعلام
- مارتن غرينبيرغ
- جيمي موليغان